# Covadonga
Covadonga (asturisk: Cuadonga) er et landsogn i den selvstyrende provins Asturien som ligger i det nordvestlige Spanien. Det ligger i 257 m højde over havet på siden af bjerget Auseva og ca. 11 km fra den lille by Cangas de Onís. På sognets 2,54 km² boede der i 2004 i alt 70 mennesker. Sognet er en del af Picos de Europa Nationalpark. I området findes ét af de mest besøgte valfartssteder i Spanien: en helligdom indviet til Jomfruen af Covadonga, som skal minde om slaget ved Covadonga, der betragtes som indledningen af den spanske reconquista.

## Seværdigheder
- Den vigtigste attraktion er hulen, hvor Pelayo (722-737) holdt sig skjult. Her finder man gravlæggelser af både ham selv og hans senere efterfølger, kong Alfonso den Katolske af Asturien (739-757).

- Kirken og klostret i Covadonga er påfaldende rigt udstyrede i forhold til sognet, og derfra har man udsigt til nationalparken.

- Til minde om 1200-årsdagen for slaget ved Covadonga, indviede man nationalparken "Parque Nacional de la Montaña de Covadonga" den 22. juli 1918. Det var Spaniens første nationalpark og den omfattede foruden selve Covadonga og de omliggende bjerge også søerne Enol og Ercina. Denne park blev siden forbundet med den øvrige del af Picos de Europa, og derfor ændrede man dens navn i 1995.

43°18′44″N 5°03′32″V / 43.31211°N 5.05888°V